# スコットランド幻想曲
スコットランド幻想曲（Schottische Fantasie）作品46は、マックス・ブルッフが1879年から1880年にかけて作曲したヴァイオリン独奏とオーケストラのための協奏的作品である。正式な題名は「スコットランド民謡の旋律を自由に用いた、管弦楽とハープを伴ったヴァイオリンのための幻想曲」（Fantasie für Violine mit Orchester und Harfe, unter freier Benützung Schottisher Volksmelodien）。作曲当初は「スコットランド協奏曲（Scottische Konzert）」「ヴァイオリン協奏曲第3番」などと呼ばれることもあった。

## 概要
パブロ・デ・サラサーテのために作曲され、サラサーテに献呈されたが、初演は1881年2月22日に、作曲上のアドバイスを行ったヨーゼフ・ヨアヒムの独奏で、ブルッフ指揮のリヴァプール・フィルハーモニー協会によって行われた。作品は好評を博したが一時演奏機会は減り、この作品が世界的に知られるようになったのは、後にヤッシャ・ハイフェッツが愛奏し1947年に世界初録音を行ってからのことであった。
作曲当時ブルッフはスコットランドを訪れたことはなく、スコットランド民謡との出会いは『スコットランド音楽博物館』（Scots Musical Museum）という曲集によるものである。スコットランドの歌を収集したこの全6巻、599曲からなる曲集は、スコットランドの国民的詩人ロバート・バーンズが、エディンバラの音楽学者・音楽出版者ジェームズ・ジョンソン（James Johnson）とともに編集し、1787年から1803年にかけて出版されたものである。
なお、この曲はNHKの衛星放送で放映されていた『ヨーロッパ音楽紀行』でスコットランドのエレン・ドナン城（Eilean Donan Castle）放映時のBGMとして使用された。また、第3楽章をヴァネッサ・メイが編曲した"A Little Scottish Fantasy"はテレビ朝日系列のスポーツ番組『GET SPORTS』において使用され、広く知られている。

## 楽器編成
独奏 ヴァイオリン、 フルート2、オーボエ2、クラリネット2、ファゴット2、ホルン4、トランペット2、トロンボーン3、チューバ、ティンパニ、シンバル、バスドラム、ハープ、弦五部

## 曲の構成
序章と4つの楽章からなり、演奏時間は30分前後。スコットランドの伝統へのオマージュとして、ブルッフはハープに重要な役割を与えている。
序章 グラーヴェ
変ホ短調、4/4拍子。低音のコラール風の旋律に始まり、甘美だが物悲しいテーマが独奏ヴァイオリンによって奏でられる。
第1楽章 アダージョ・カンタービレ
変ホ長調、3/4拍子。序章がフェルマータによって終わるとすぐにこの楽章に入り、管弦楽の前奏に続いてスコットランド民謡の "Thro' The Wood, Laddie"（森を抜けて、若者よ）を基調としたメロディーが奏でられる。この主題は後の楽章にも顔を出し、全曲の統一を高めている。
第2楽章 アレグロ　
ト長調、2/3拍子。ソナタ形式。舞曲風の生き生きしたリズムになり、バグパイプを思わせる空虚五度に乗ってソロヴァイオリンが "Dusty Miller"（粉まみれの粉屋）をもとにした旋律を奏でる。最後に第1楽章の主題が回想され、次の楽章に切れ目なく続く。
第3楽章 アンダンテ・ソステヌート
変イ長調、4/4拍子。三部形式。"I'm a Doun for Lack O'Johnnie"（ジョニーがいなくてがっかり）をもとにした親しみやすいメロディーが歌われる。
第4楽章 フィナーレ アレグロ・グゥエリエロ
変ホ長調、4/4拍子。ソナタ形式。冒頭の主題は、スコットランドの非公式な国歌の一つである "Scots wha hae"（スコットランドの民よ）を変形したものである。この主題とハ長調で提示される抒情的な主題の2つが華やかに変奏、展開されていく。